# Tegenaria agrestis
Tegenaria agrestis és una espècie d'aranya araneomorfa, de la família Agelenidae. És una de les poques aranyes de Nord-amèrica la picada de les quals pot ser perillosa. Tenen la reputació de ser molt agressives però normalment eviten el contacte amb les persones. La majoria de les picades ocorren quan l'aranya és molestada accidentalment per un ésser humà. El verí és prou fort com per causar un considerable dolor local i per causar necrosis (mort del teixit).

## Aparença
La femella mesura entre 11-15 mm; el mascle 8-11 mm. No hi ha dimorfisme sexual en el color. La seva coloració és bastant tènue, sent una barreja de marró i tons de terra torrada. Encara que la majoria de les aranyes tenen molt pèl en les seves potes, aquestes aranyes posseeix potes gairebé llises.

## Hàbitat i distribució
T. agrestis és nadiua de l'oest d'Europa Central, però també es troba en el nord-oest dels Estats Units i el sud-oest del Canadà. Recentment s'ha trobat en el sud d'Alaska, arribant a ser la primera aranya considerada perillosa en aquest estat. Prefereix un clima moderadament sec. A Europa no sol viure en cases. És més comú trobar-la en jardins i camps.